# D’Alembertsche Differentialgleichung
Die d’alembertsche Differentialgleichung, auch  lagrangesche Differentialgleichung genannt, ist eine nichtlineare gewöhnliche Differentialgleichung erster Ordnung der Form
{\displaystyle \ y(x)=xg(y'(x))+f(y'(x)).}
Sie ist nach Jean-Baptiste le Rond d’Alembert benannt. Ein Sonderfall dieser Differentialgleichung ist die clairautsche Differentialgleichung.

## Verfahren zur Ermittlung von einigen Lösungen
Sei {\displaystyle u\colon (a,b)\rightarrow \mathbb {R} } eine Lösung der linearen Differentialgleichung
{\displaystyle \ [x-g(x)]u'(x)-g'(x)u(x)=f'(x)}
und {\displaystyle u} auf {\displaystyle (a,b)} injektiv mit differenzierbarer Umkehrfunktion {\displaystyle u^{-1}}. Dann ist
{\displaystyle y(x):=x\cdot g(u^{-1}(x))+f(u^{-1}(x))}
eine Lösung der d’alembertschen Differentialgleichung.

## Beweis
Es gilt:
{\displaystyle {\begin{array}{lll}y'(x)&=&g(u^{-1}(x))+{\frac {xg'(u^{-1}(x))+f'(u^{-1}(x))}{u'(u^{-1}(x))}}\\&=&g(u^{-1}(x))+{\frac {xg'(u^{-1}(x))+[u^{-1}(x)-g(u^{-1}(x))]u'(u^{-1}(x))-xg'(u^{-1}(x))}{u'(u^{-1}(x))}}\\&=&u^{-1}(x)\ .\end{array}}}
Man beachte allerdings, dass man auf diese Weise im Allgemeinen nicht alle Lösungen findet, wie man am Spezialfall der clairautschen Differentialgleichung sieht. Dort würde man mit diesem Verfahren nur die als nichttriviale Lösungen bezeichneten Lösungen finden.